# Okordies
Els okordies (o okodies) són els membres d'un clan ijaw que viuen al LGA de Yenagoa, a l'estat de Bayelsa, al sud de Nigèria. Els okordies parlen la llengua ijaw okodia.

## Població i religió
El 60% dels 8.100 okordies són cristians; d'aquests, el 70% són protestants i el 30% catòlics; el 40% dels okordies restants creuen en religions tradicionals africanes.